# Джон Хайро Руїс
Джон Хайро Руїс (ісп. John Jairo Ruiz, нар. 10 січня 1994, Пунтаренас) — костариканський футболіст, нападник сербського клубу «Црвена Звезда» та національної збірної Коста-Рики.

## Клубна кар'єра

### «Сапрісса»
Народився 10 січня 1994 року в місті Пунтаренас. Вихованець футбольної школи клубу «Сапрісса». У 16 років нападник зумів дебютувати за основну команду, яка була однією з найсильніших команд Коста-Рики, взявши протягом сезону участь у 11 матчах чемпіонату.

### «Лілль»
Його успішна гра зацікавила селекціонерів французького «Лілля» і в січні 2012 року Хайро Руїс поїхав грати до Європи. На той момент йому ще не виповнилося 17 років. До кінця сезону нападник виступав за другу команду французів у аматорському чемпіонаті, де зіграв 13 матчів і забив 3 голи. Влітку 2012 року він був відправлений в оренду в бельгійський клуб другого дивізіону «Мускрон-Перювельз», де зумів забити 14 м'ячів у 24 зустрічах.
З сезону 2013/14 почав виступати за «Лілль», проте за сезон провів лише 8 матчів в Лізі 1 та одну гру в кубку ліги. По завершенні сезону форвард, який так і не зміг закріпитись в основі, був відданий в оренду в бельгійський «Остенде», де провів наступний сезон, забивши 6 голів у 30 матчах Про ліги. 15 березня у поєдинку з «Зюлте-Варегем» Руїс оформив перший хет-трик у кар'єрі. У цьому матчі костариканець грав на позиції центрфорварда, хоча по ходу сезону його нерідко використовували і на лівому фланзі півзахисту.
По закінченні оренди влітку 2015 року Руїс не приховував, що цього разу дозрів для того, щоб нарешті завоювати місце в стартовому складі «Лілля», але в плани на сезон нового наставника «Лілля» Ерве Ренара костариканець не входив і клуб був зацікавлений в черговій оренді гравця.

### «Дніпро»
Наприкінці серпня 2015 року підписав трирічний контракт з «Дніпром», ставши першим костариканцем у чемпіонатах України. У матчі 2-го кола проти «Шахтаря» відзначився дебютним голом.

### «Црвена Звезда»
Наприкінці червня 2016 року став гравцем сербської «Црвени Звезди».

## Виступи за збірні
2010 року дебютував у складі юнацької збірної Коста-Рики. 2011 року був у заявці збірної до 17 років на юнацькому (U-17) чемпіонаті КОНКАКАФ, де забив 4 голи у трьох матчах і допоміг своїй збірній дійти до чвертьфіналу. Всього взяв участь у 5 іграх на юнацькому рівні, відзначившись 5 забитими голами.
Протягом 2010–2013 років залучався до складу молодіжної збірної Коста-Рики. 2011 року став фіналістом молодіжного (U-20) чемпіонату КОНКАКАФ, що дозволило Коста-Риці вийти на молодіжний чемпіонат світу, що пройшов того ж року в Колумбії. На чемпіонаті світу Руїс забив 3 голи і допоміг команді вийти з групи . Всього на молодіжному рівні зіграв у 7 офіційних матчах, забив 4 голи.
5 березня 2014 року дебютував в офіційних іграх у складі національної збірної Коста-Рики у товариському матчі проти збірної Парагваю (2:1), вийшовши на заміну на 77 хвилині замість Браяна Руїса. У своєму другому матчі за збірну, 10 жовтня того ж року проти Оману (4:3), Джон забив свій перший гол за збірну. Наразі провів у формі головної команди країни 4 матчі, забивши 1 гол.